# شینیا کاتو
شینیا کاتو (انگلیسی: Shinya Kato؛ زادهٔ ۱۹ سپتامبر ۱۹۸۰) بازیکن فوتبال اهل ژاپن است.
از باشگاه‌هایی که در آن بازی کرده‌است می‌توان به باشگاه فوتبال کاشیما آنتلرز، باشگاه فوتبال یوکوهاما مارینوس، باشگاه فوتبال جف یونایتد ایچیهارا چیبا، و باشگاه فوتبال کاشیوا ریسول اشاره کرد.